# 今井ひろし
今井 ひろし（いまい ひろし）は元大映京都の映画カメラマン(撮影技師、撮影監督、特撮監督)である。

## 来歴
映画『大魔神逆襲』では森田富士郎と共同で撮影を行った。その他の主な撮影作品に『大菩薩峠』、『釈迦』、『座頭市逆手斬り』などがある。このうち『釈迦』では第15回日本映画技術賞特別賞を受賞した。

## 主な作品

### 映画
- 情炎の波止場 (1951年) [9][10]
- 嫁とよばれてまだ三月 (1954年)
- 怪盗と判官 (1955年)
- 鬼斬り若様 (1955年)
- 南蛮寺の佝僂男 81957年)
- 初春狸御殿 (1959年)
- 大江山酒天童子 (1960年)
- 大菩薩峠 (1960年)
- 大菩薩峠 竜神の巻 (1960年)
- 釈迦 (1961年)
- 新・悪名 (1962年)
- 殺陣師段平 (1962年)
- 悪名市場 (1963年)
- 妖僧 (1963年)
- 新・忍びの者 (1963年)
- 博徒ざむらい (1964年)
- 忍びの者　伊賀屋敷 (1965年)
- 座頭市逆手斬り (1965年)
- 忍びの者　新・霧隠才蔵 (1966年)
- 大魔神逆襲 (1966年)
- 陸軍中野学校 雲一号指令 (1966年)
- 若親分乗り込む (1966年)
- 若親分兇状旅 (1967年)
- 若親分を消せ (1967年)
- 陸軍中野学校 密命 (1967年)
- 妖怪大戦争 (1968年)
- ひとり狼 (1968年)
- 二匹の用心棒 (1968年)
- 秘録怪猫伝 (1969年)
- 博徒一代　血祭り不動 (1969年)
- 東海道お化け道中 (1969年)
- 悪名一番勝負 (1969年)
- 皆殺しのスキャット (1970年)
- 若き日の講道館 (1971年)

### ドラマ
- あの子が死んだ朝 (1972年、日本テレビ、大映テレビ)
- 新諸国物語　笛吹童子 (1972年、TBS、大映テレビ)

## 脚註
1. ↑   映画撮影 1968年5月 vol.27 日本映画撮影監督協会 p.49
2. ↑  “コラム　『日本映画の玉（ギョク）』 森田富士郎が語る三隅研次”.   映画の國. 2022年8月22日閲覧。
3. ↑  “『大魔神』三部作を筆頭とする大映京都の特撮時代劇”.   シネマプラス. 2022年8月22日閲覧。
4. ↑  “明日開催！講演と映画『大魔神怒る』の参考上映”.   おもちゃ映画ミュージアム. 2022年8月23日閲覧。
5. ↑  “大菩薩峠”.   文化庁 映画情報システム. 2022年8月23日閲覧。
6. ↑  “釈迦”.   文化庁 映画情報システム. 2022年8月23日閲覧。
7. ↑  “座頭市逆手斬り”.   映画COM. 2022年8月23日閲覧。
8. ↑  “日本映画美術賞一覧 1961”.   MOTION PICTURE AND TELEVISION ENGINEERING SOCIETY OF JAPAN INC. 2022年8月23日閲覧。
9. ↑  “嫁とよばれてまだ三月”.   KINENOTE. 2022年8月23日閲覧。
10. ↑  今井博名義